# 2005 год в музыке

## События
- Апрель — Томен Стаух покинул группу Blind Guardian, барабанщиком которой он был с 1987 года. Его место занял Фредерик Эмке. Это единственная смена официального состава Blind Guardian с 1987 года.
- С 3 мая по 6 мая — временно воссоединилась легендарная блюз-рок группа «Cream» для того, чтобы дать четыре концерта в лондонском зале «Альберт Холл».
- 2 июля — фестиваль Live 8, прошедший в странах большой восьмёрки и ЮАР под знаком борьбы с нищетой. Одним из самых ярких событий фестиваля стало выступление на лондонской сцене в Гайд-парке группы Pink Floyd в классическом составе (Уотерс, Гилмор, Мэйсон, Райт).
- 1 августа — начал вещание российский музыкальный канал A-One
- 19 августа — В Дублине был установлен памятник бас-гитаристу «Thin Lizzy» Филу Лайнотту.
- 20 августа — «Яичный» инцидент на Оззфесте: Iron Maiden атакованы фанатами Оззи Осборна.
- 13 сентября — выпуск дебютного альбома Pussycat Dolls PCD.
- 22 сентября — впервые вручена Russian Alternative Music Prize
- 24 сентября 2005 года в качестве специальных vip-гостей Сергей Скачков и группа «Земляне» совместно с группой «Звери» исполнили свой главный супер-хит «Трава у дома», на церемонии вручения музыкальных наград MTV «RMA — 2005».[1]
- 21 октября «Конец Эры» в Nightwish. По окончании тура End of an Era и финального концерта в Хельсинки музыканты Nightwish объявили открытым письмом об увольнении вокалистки Тарьи Турунен за «звёздную болезнь» и высокие финансовые запросы. Деятельность группы приостанавливается на полтора года.
- В Швеции распалась легендарная рок-группа Nationalteatern в связи со смертью музыканта Тотто Няслунда.
- Гитаристом группы Rammstein Рихардом Круспе основан музыкальный проект Emigrate.
- Созданы музыкальные группы: John Doe's Boneyard (Москва), Rosa Alba (Москва), Fright Night (Москва), Сколот (Тамбов, февраль), Катя Чехова (март), Авиатор (Киев, май), Чи-Ли (Калининград, 18 сентября)
- Распались группы: Blink 182 (панк-рок, США, образовали Angels & Airwaves и +44), Бикини (поп-группа, Россия, сентябрь).

## Выпущенные альбомы
См. также: категорию музыкальных альбомов 2005 года
- Teluric Manifesto (Poema Arcanus)
- Аномалия (Мика Ньютон)
- Клюква в сахаре (Владимир Асмолов)
- Всё впереди (Владимир Асмолов)
- Сказки братьев Гримм (Звуки Му)
- Я — Блондинка! (Блондинка КсЮ)
- Наивные песни (Various artists)
- Вечная мерзлота (Монгол Шуудан)

### Январь
- Nightbird (Erasure, 25 января)
- The Way Up (Pat Metheney Grop, 25 января)
- Worlds Apart (…And You Will Know Us by the Trail of Dead, 25 января)
- Side One (Адриан Белью, 25 января)
- Push the Button (The Chemical Brothers, 25 января)
- Heart & Soul (Джо Кокер, 25 января)
- Curtains (Джон Фрушанте, 25 января)
- Soul Mover (Гленн Хьюз, 25 января)
- Ready 2 Die (2Pac, 31 января)
- Octane (Spock's Beard, 31 января)

### Февраль
- Черта (Tracktor Bowling, 10 февраля)
- Рассея (Любэ, 15 февраля)
- The Beekeeper (Тори Эймос, 22 февраля)
- Elevated (Earth, Wind & Fire, 22 февраля)
- Real Illusions: Reflections (Стив Вай, 22 февраля)
- The Cosmic Game (Thievery Corporation, 22 февраля)

### Март
- Angel of Retribution (Judas Priest, 1 марта)
- Back to Me (Кэтлин Эдвардс, 1 марта)
- Frances the Mute (The Mars Volta, 1 марта)
- Rebirth (Дженнифер Лопес, 1 марта)
- Вендетта (Земфира, REAL Records, 1 марта)
- Rokkinpo Goroshi (Maximum the Hormone, 2 марта)
- The Unquestionable Truth (Part 1) (Limp Bizkit, 3 марта)
- Primo Victoria (Sabaton, 4 марта)
- Kovemmat kädet (PMMP, 9 марта)
- R.I.O.T — Revolutions in Our Time (Riot Life, 14 марта)
- Human After All (Daft Punk, 22 марта)
- Devil's Playground (Билли Айдол, 22 марта)
- Hotel (Moby, 22 марта)
- Lullabies to Paralyze (Queens of the Stone Age, 22 марта)
- Prince of Darkness (Оззи Осборн, 22 марта)
- Крылья (Catharsis, 25 марта)
- Waiting for the Sirens’ Call (New Order, 28 марта)
- Guero (Бек, 29 марта)
- Counting Down the Days (Натали Имбрулья, 29 марта)
- Joe Perry (Джо Перри, 29 марта)

### Апрель
- Королевство кривых (Пикник, 1 апреля)
- Avant que l’ombre… (Mylene Farmer, 4 апреля)
- Return in Bloodred (Powerwolf, 4 апреля)
- Planets (Adema, 5 апреля)
- Metallitotuus (Teräsbetoni, 6 апреля)
- Само собой (Полюса, 7 апреля)
- Bleed Like Me (Garbage, 11 апреля)
- Silver Rain (Маркус Миллер, 12 апреля)
- The Emancipation of Mimi (Мэрайя Кэри, 12 апреля)
- Возлюбленная Шопена (Сурганова и оркестр, 12 апреля)
- Untilted (Autechre, 18 апреля)
- Слияние и поглощение (Мумий Тролль, 19 апреля)
- Outlaw 4 Life: 2005 A.P. (Outlawz, 19 апреля)
- Consign to Oblivion (Epica, 21 апреля)
- Пропавший без вести (ДДТ, 23 апреля)
- Mighty ReArranger (Robert Plant & The Strange Sensation, 25 апреля)
- What We Must (Jaga Jazzist, 25 апреля)
- Present (Van der Graaf Generator, 25 апреля)

### Май
- Elegy (Leaves' Eyes, 2 мая)
- Lichtgestalt (Lacrimosa, 2 мая)
- With Teeth (Nine Inch Nails, 3 мая)
- From Under The Cork Three (Fall Out Boy, 5 мая)
- The Antidote (Morcheeba, 9 мая)
- Mezmerize (System of a Down, 17 мая)
- Время Мары (Butterfly Temple, 19 мая)
- Идём на Восток! (Ногу Свело, 19 мая)
- Rest in Sleaze[англ.] (Crashdiet), 20 мая)
- Demon Days (Gorillaz, 23 мая)
- Реанимация (Гражданская оборона, 24 мая)
- Дневники (Корни, 25 мая)
- Don't Believe the Truth (Oasis, 30 мая)
- Mein rasend Herz (In Extremo, 30 мая)
- Vinland Saga (Leaves' Eyes, 30 мая)
- Золотой миллениум (Оркестр Че, 30 мая)

### Июнь
- City of Evil (Avenged Sevenfold, 6 июня)
- Here Come the Tears (The Tears, 6 июня)
- Братья Грим (Братья Грим, 6 июня)
- Get Behind Me Satan (The White Stripes, 7 июня)
- Monkey Business (The Black Eyed Peas, 7 июня)
- Octavarium (Dream Theater, 7 июня)
- Sleeping in the Nothing (Келли Осборн, 7 июня)
- X&Y (Coldplay, 7 июня)
- Jagged Little Pill Acoustic (Аланис Мориссетт, 13 июня)
- Another Day on Earth (Брайан Ино, 14 июня)
- Never Gone (Backstreet Boys, 14 июня)
- Nothing Lasts... But Nothing Is Lost (Shpongle, 16 июня)
- Dynamite (Jamiroquai, 20 июня)

### Июль
- Dirty Diamonds (Alice Cooper, 4 июля)
- Accept The Fact (Warmen, 6 июля)
- Degenerate (Vex'd, 11 июля)
- Side Two (Эдриан Белью, 12 июля)
- We the People (Flipsyde, 12 июля)
- The Art of Breaking (Thousand Foot Krutch, 19 июля)
- Телерадиосны (Юта, Megaliner Records, 20 июля)
- Drawing Restraint 9 (Бьорк, 25 июля)
- In Medias Res (Krypteria, 25 июля)
- Hold Your Colour (Pendulum, 25 июля)
- All We Know Is Falling (Paramore, 26 июля)

### Август
- Capture/Release (The Rakes, 15 августа)
- Road to Rouen (Supergrass, 15 августа)
- Most Wanted (Хилари Дафф, 16 августа)
- India (Xandria, 22 августа)
- Transgression (Fear Factory, 23 августа)
- Dubstep Allstars Vol. 2 (Youngsta, 29 августа)
- A Beautiful Lie (Thirty Seconds to Mars, 30 августа)
- Back Home (Эрик Клэптон, 30 августа)

### Сентябрь
- A Bigger Bang (The Rolling Stones, 6 сентября)
- Hide From The Sun (The Rasmus, 12 сентября)
- Chaos and Creation in the Backyard (Пол Маккартни, 13 сентября)
- Cripple Crow (Девендра Банхарт, 13 сентября)
- Takk… (Sigur Rós, 13 сентября)
- PCD (Pussycat Dolls 13 сентября)
- Take Me to Your Leader (Hawkwind, 15 сентября)
- Schrei (Tokio Hotel, 19 сентября)
- Guilty Pleasures (Барбра Стрейзанд, 20 сентября)
- The Score — An Epic Journey (Epica, 20 сентября)
- Ten Thousand Fists — (Disturbed, 20 сентября)
- Gloria (Океан Ельзи, 22 сентября)
- Во славу великим! (Аркона, 24 сентября)
- Dark Light (HIM, 26 сентября)
- Thelonious Monk Quartet with John Coltrane at Carnegie Hall (Телониус Монк и Джон Колтрейн, 27 сентября)
- Hefty Fine (Bloodhound Gang, 27 сентября)
- Ultimate Darkness (Darkseed)
- Двери! Двери! (Оргия Праведников)

### Октябрь
- Late Night Tales: Air (Air, 3 октября)
- The Poison (Bullet for My Valentine, 3 октября в Великобритании, 14 февраля 2006 в США)
- Shovel Headed Kill Machine (Exodus, 4 октября)
- All the Right Reasons (Nickelback, 4 октября)
- Dark Ages (Soulfly, 4 октября)
- Under Cover (Оззи Осборн, 4 октября)
- You Could Have It So Much Better (Franz Ferdinand, 4 октября)
- Реки времён (Кипелов, 6 октября)
- Life (Рики Мартин, 11 октября)
- Dangerous and Moving (t.A.T.u., 13 октября)
- Come and Get It (Рэйчел Стивенс, 17 октября)
- Lookaftering (Вэшти Баньян, 17 октября)
- The Campfire Headphase (Boards of Canada, 17 октября)
- Playing the Angel (Depeche Mode, 18 октября)
- A Time 2 Love (Стиви Уандер, 18 октября)
- I Am Me (Эшли Симпсон, 18 октября)
- Rapture of the Deep (Deep Purple, 21 октября)
- Intensive Care (Робби Уильямс, 24 октября)
- Enter the Chicken (Buckethead, 25 октября)
- Rockin' the Joint (Aerosmith, 25 октября)
- Rosenrot (Rammstein, 28 октября)
- Face To Face (Westlife, 31 октября)
- Greatest Hits (Blink-182, 31 октября)
- The Album Formerly Known As... (Карл Крэйг, 31 октября)
- Places I Have Been (Венке Кнутсон, 31 октября)
- Падаю в небеса… (Валерий Леонтьев)

### Ноябрь
- 9.0: Live (Slipknot, 1 ноября)
- All That I Am (Карлос Сантана, 1 ноября)
- For the Love of It (Джозеф Брэдли,1 ноября)
- Sliver the Best of the Box (Nirvana, 1 ноября)
- Who’s Got the Last Laugh Now? (Scooter, 4 ноября)
- Aerial (Кейт Буш, 7 ноября)
- Analogue (a-ha, 7 ноября)
- The Platinum Collection (Дэвид Боуи, 7 ноября)
- 12 Songs (Нил Даймонд, 8 ноября)
- Calma apparente (Эрос Рамаццотти, 8 ноября)
- Horses/Horses (Патти Смит, 8 ноября)
- Stormblåst MMV (Dimmu Borgir, 8 ноября)
- Confessions on a Dance Floor (Мадонна, 11 ноября)
- Bullet in a Bible (Green Day, 15 ноября)
- Alanis Morissette: The Collection (Аланис Мориссетт, 15 ноября)
- The Warriors EP, Vol. 2 (P.O.D., 15 ноября)
- Электронщина (Стас Барецкий, 17 ноября)
- А может это сон?... (Uma2rman, 19 ноября)
- B in the Mix: The Remixes (Бритни Спирс, 22 ноября)
- Amarantine (Enya, 22 ноября)
- Hypnotize (System of a Down, 22 ноября)
- The Rising Tied (Fort Minor, 22 ноября)
- Царский альбомъ (Кирпичи, 24 ноября)
- Oral Fixation, Vol. 2 (Шакира, 28 ноября)
- Switch (INXS, 29 ноября)

### Декабрь
- See You on the Other Side (KoЯn, 5 декабря)
- Curtain Call (Eminem, 6 декабря)
- Testify (P.O.D., 6 декабря)
- Tha Carter II (Lil Wayne, 6 декабря)
- Prototype (Bodies Without Organs, 6 декабря)
- Тебе понравится (Жасмин, 8 декабря)
- World of Lies (The Berzerker, 13 декабря)

## Продажи
- Самый продаваемый альбом в США — The Emancipation of Mimi (Мэрайя Кэри)
- Самый продаваемый сингл в США (Billboard Hot 100) — «We Belong Together» (Мэрайя Кэри), на втором месте — «Hollaback Girl» (Гвен Стефани)
- Самый продаваемый сингл в Великобритании — «(Is This the Way to) Amarillo» (Тони Кристи, автор — Нил Седака)
- Самый продаваемый альбом в Великобритании — Back to Bedlam (Джеймс Блант), второе место — X&Y (Coldplay), третье место — Intensive Care (Робби Уильямс)

## Награды
- «Грэмми» за альбом года — U2 за How to Dismantle an Atomic Bomb
- «Грэмми» за запись года — Green Day за «Boulevard of Broken Dreams»
- «Грэмми» за лучшую танцевальную запись года — Бритни Спирс за «Toxic»
- «Грэмми» за песню года — U2 за «Sometimes You Can’t Make It on Your Own»
- Brit Awards за лучшие британские записи: сингл — «Speed of Sound» (Coldplay), альбом — X&Y (Coldplay)
- RAMP — Amatory, KoЯn

### Зал славы рок-н-ролла
Исполнители:
- The O’Jays (Бобби Масси, Эдди Леверт[англ.], Уильям Пауэлл, Сэмми Стрэйн[англ.] и Уолтер Уильямс)[2]
- The Pretenders (Пит Фарндон[англ.], Крисси Хайнд, Джеймс Ханимен-Скотт[англ.] и Мартин Чемберз[англ.])[3]
- U2 (Боно, Адам Клейтон, Ларри Маллен-младший и Эдж)[4]
- Бадди Гай[5]
- Перси Следж[6]

Награда за жизненные достижения:
- Фрэнк Барсалона[англ.][7]
- Сеймур Стейн[8]

### Зал славы авторов песен
- Дэвид Боуи[9]
- Стив Кроппер[10]
- Дэвид Портер[англ.][11]
- Билл Уизерс[12]
- Джон Фогерти[13]
- Айзек Хейз[14]
- Ричард Шерман[15]
- Роберт Шерман[16]

Награда Джонни Мерсера:
- Смоки Робинсон[17]

Награда Эйба Олмена издателю:
- Биб Борн[18]

Награда Сэмми Кана за жизненные достижения:
- Лес Пол[19]

Награда покровителю искусств:
- Генри Юшкевич[20]

Награда за выдающуюся песню:
- You’ve Lost That Lovin’ Feelin’[21]

Награда за выдающееся исполнение:
- Билл Медли[22]

Награда Хэла Дэвида «Звёздный свет»:
- Алиша Киз[23]

### Зал славы кантри
- Alabama (Тедди Джентри, Джефф Кук[англ.], Рэнди Оуэн[англ.] и Марк Херндон)[24]
- Дефорд Бэйли[англ.][25]
- Глен Кэмпбелл[26]

## Песни года

### США
Хиты № 1 в США (Список синглов № 1 в США в 2005 году (Billboard Hot 100) #1 Hits)
- «We Belong Together» — Mariah Carey (14 недель)
- «Gold Digger» — Kanye West feat. Jamie Foxx (10 недель)
- «Let Me Love You» — Mario (9 недель)
- «Candy Shop» — 50 Cent feat. Olivia (9 недель)
- «Run It!» — Chris Brown feat. Juelz Santana (5 недель)
- «Hollaback Girl» — Gwen Stefani (4 недели)
- «Inside Your Heaven» — Carrie Underwood (1 неделя)
- «Don't Forget About Us» — Mariah Carey (1 неделя)

### Великобритания
Хиты № 1 в Великобритании (UK Official Top 100 #1 Hits)
- «(Is This the Way to) Amarillo» — Tony Christie feat. Peter Kay (7 недель)
- «You're Beautiful» — James Blunt (5 недель)
- «Axel F» — Crazy Frog (4 недели)
- «Ghetto Gospel» — 2Pac feat. Elton John (3 недели)
- «Don't Cha» — The Pussycat Dolls feat. Busta Rhymes (3 недели)
- «Push the Button» — Sugababes (3 недели)
- «Hung Up» — Madonna (3 недели)
- «Lonely» — Akon (2 недели)
- «You Raise Me Up» — Westlife (2 недели)
- «Stickwitu» — The Pussycat Dolls(2 недели)
- «Against All Odds» — Steve Brookstein (1 неделя)
- «Jailhouse Rock» — Elvis Presley (1 неделя)
- «One Night / I Got Stung» — Elvis Presley (1 неделя)
- «Goodies» — Ciara feat. Petey Pablo (1 неделя)
- «It's Now or Never» — Elvis Presley (1 неделя)
- «Like Toy Soldiers» — Eminem (1 неделя)
- «Sometimes You Can't Make It On Your Own» — U2 (1 неделя)
- «Get Right» — Jennifer Lopez (1 неделя)
- «Over and Over» — Nelly feat. Tim McGraw (1 неделя)
- «Dakota» — Stereophonics (1 неделя)
- «All About You / You're Got A Friend» — McFly (1 неделя)
- «Lyla» — Oasis (1 неделя)
- «I'll be Ok» — McFly (1 неделя)
- «The Importance Of Being Idle» — Oasis (1 неделя)
- «Dare» — Gorillaz (1 неделя)
- «I Bet You Look Good on the Dancefloor» — Arctic Monkeys (1 неделя)
- «JCB Song» — Nizlopi (1 неделя)
- «That's My Goal» — Shayne Ward (1 неделя)

### Россия
Хиты № 1 в России (TopHit)
- «Капли Абсента» — Иракли (10 недель)
- «Ресницы» — Братья Грим (8 недель)
- «С Чистого Листа» — Дмитрий Маликов (7 недель)
- «Если В Сердце Живёт Любовь» — Юлия Савичева (7 недель)
- «Снег Идёт» — Глюк'oza (5 недель)
- «Берегись Автомобиля» — DJ Грув (4 недели)
- «Hung Up» — Madonna (3 недели)
- «The Sound Of San-Francisco» — Global Deejays (2 недели)
- «Ты Далеко» — Uma2rmaн (2 недели)
- «Ирония Судьбы'05» — Triplex (1 неделя)
- «Ты Грустишь» — Валерия и Стас Пьеха (1 неделя)
- «Индийское Диско» — Жасмин (1 неделя)
- «Кустурица» — Братья Грим (1 неделя)

## Родились
- 25 октября — Ваня Дмитриенко — российский певец, музыкант.

## Скончались
- 4 января — Сигэо Кисибэ, японский музыковед и педагог (92 года).
- 11 января — Спенсер Драйден[англ.] (66) — американский музыкант, барабанщик группы Jefferson Airplane
- 28 января — Джим Капальди (60) — британский музыкант и автор песен, барабанщик группы Traffic
- 8 февраля — Кит Кнудсен[англ.] (56) — американский музыкант и автор песен, барабанщик и вокалист группы The Doobie Brothers
- 25 февраля — Эдвард Паттен[англ.] (65) — американский певец, участник группы Gladys Knight & the Pips
- 28 марта — Мура Лимпани — английская пианистка. (88 лет)
- 13 апреля — Джонни Джонсон (80) — американский пианист
- 22 мая — Александр Коржов — лидер и основатель группы «Манускрипт».
- 1 июля — Ренальдо Бенсон[англ.] (69) — американский певец и автор песен, вокалист группы The Four Tops
- 5 июля — Рэй Дэвис[англ.] (65) — американский певец, вокалист группы Parliament-Funkadelic
- 21 августа — Роберт Муг — пионер электронной музыки.
- 10 сентября — Мануэль Дучесне Кусан — кубинский дирижёр и педагог.
- 20 сентября — Юрий Айзеншпис — российский музыкальный продюсер. (60 лет)
- 14 октября — Олег Лундстрем— российский джазовый музыкант. (89 лет)
- 4 ноября — Богумил Грегор — чешский дирижёр. (79 лет)